# Baxter (Fernsehserie)
Baxter ist eine kanadische Jugendserie von Shaftesbury Films im Auftrag des Family Channels. Regie führten Steve Wright, Michael Mabbott, Paul Fox, Benjamin Weinstein, Laurie Lynd und Moze Mossanen. An dem Drehbuch arbeiteten Daphne Ballon, Scott Oleszkowicz, die Brüder Daniel Shehori und Steve Shehori, Matt Schiller und Alex Pugsley. Für die Musik war Angelo Oddi verantwortlich.
Im kanadischen Fernsehen startete die Serie im Juni 2010 beim Sender Family Channel. Dort liefen die insgesamt 13 Episoden bis Januar 2011. Im KiKa war die Serie erstmals vom 20. Mai bis zum 3. Juni 2013 zu sehen und wurde anschließend mehrmals wiederholt.

## Handlung
In der Serie dreht es sich um Baxter McNab, den Sohn des berühmten Schauspielers Dennis McNab. Baxter geht auf die Northern Star School – eine Schule für Nachwuchstalente, in der es stets wichtig ist, seine Klassenkameraden zu übertreffen. Dem Gedanken schließt sich Baxter nicht an: Er denkt, dass Freunde das wichtigste auf der Welt sind.
Baxter hält es geheim, dass er Sohn des bekannten Dennis McNab ist. Nur seine beste Freundin Emma Ruby und Lehrer Mr Kingfield wissen davon. Beide respektieren aber sein Geheimnis und erzählen es keinem. Seine weiteren Freunde sind Deven Phillips, der Breakdance mag und in einer Ballettklasse gelandet ist, und Jackal Corman, der in eine Klasse für zukünftige Filmemacher geht, sowie Jenna Jacovitch, die eine Tanzklasse besucht und in der Serie Meine Freundin ist ein Alien, die Baxter liebt, die Hauptrolle spielt. Baxter verliebt sich in Tassy Symons, die auch neu auf der Schule ist. Ihr ständiger Gegenspieler ist Marcus Crombie.

## Folgen
1. Baxter McNab
2. Echte Gefühle
3. Rockin’ Like The Stars
4. Blindes Vertrauen
5. Voll verknallt
6. Duellierende Herzen
7. Verliebte Vampire
8. Vorspielfieber
9. Der Ziggy Zap Wettbewerb
10. Cindy und der Prinz des Rock
11. Rock this Party
12. Ausdruckstanz
13. Finale